# Cerkiew Świętego Andrzeja w Kijowie
Cerkiew Świętego Andrzeja (ukr. Андріївська церква) – barokowa osiemnastowieczna cerkiew w Kijowie, przy ulicy Andrijiwśkyj uzwiz.

## Historia
Świątynia została zbudowana z inicjatywy carycy Elżbiety w latach 1744–1753 według projektu Bartolomeo Rastrellego na miejscu wcześniejszej cerkwi Podwyższenia Krzyża Świętego. Według legendy wzgórze to mijał w czasie swojej podróży w 40 r. św. Andrzej i wskazał je jako miejsce, gdzie za sprawą bożą powstanie miasto i wspaniała świątynia. Pracami budowlanymi kierował Iwan Miczurin, rokokową dekorację wnętrza wykonali według pomysłów Rastrellego O. Antropow, H. Lewicki, I. Wyszniakow i P. Borispolec. Do budowy obiektu zużyto łącznie dwadzieścia trzy i pół tysiąca cegieł. Kamień węgielny caryca położyła osobiście. 
W 1892 uderzenie pioruna zniszczyło część cerkiewnego wyposażenia, odrestaurowanego po 1963 na podstawie oryginalnych projektów Rastrellego. Wcześniej, od 1958, obiekt zamieniono na muzeum, które to funkcje pełnił przez 50 kolejnych lat. W latach 1978–1979 miała miejsca częściowa restauracja cerkwi. Ponowny remont został przeprowadzony w latach 1992–2000.
W 2008 cerkiew, decyzją prezydenta Ukrainy Wiktora Juszczenki, została przekazana niekanonicznemu Ukraińskiemu Autokefalicznemu Kościołowi Prawosławnemu.
Po uznaniu 11 października 2018 r. kanoniczności UAKP przez Patriarchat Konstantynopolitański, cerkiew św. Andrzeja stała się – na wniosek prezydenta Ukrainy Petra Poroszenki – świątynią przedstawicielstwa tegoż Patriarchatu, co zaaprobowała  18 października 2018 r. Rada Najwyższa Ukrainy.
W latach 2015–2020 świątynia została gruntownie odrestaurowana.

## Architektura

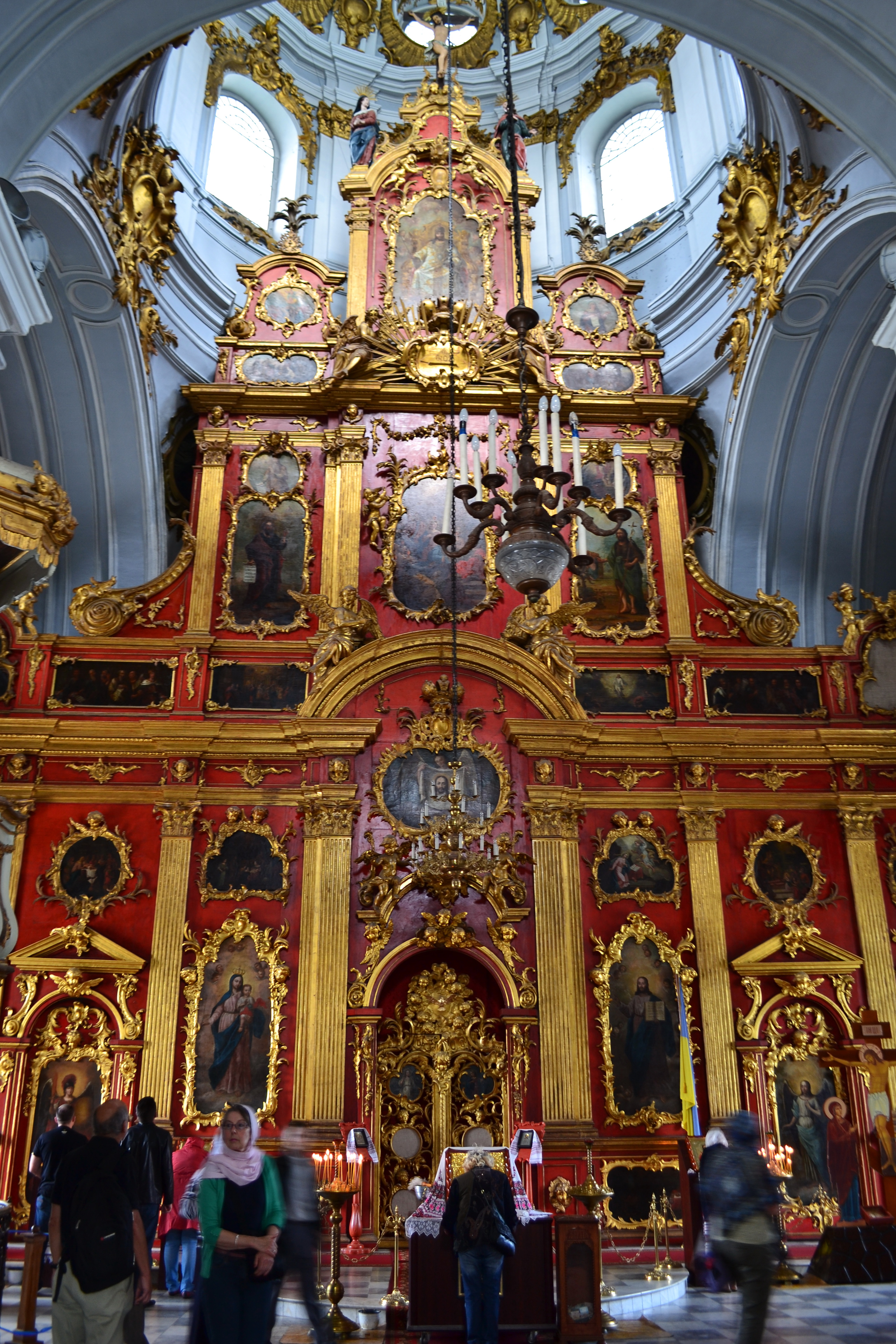
Ikonostas

Cerkiew ma 46 metrów wysokości, 30 długości i 23 szerokości. Jest wzniesiona na planie krzyża, z jedną kopułą główną i czterema wieżyczkami zwieńczonymi mniejszymi kopułami. Wejście do cerkwi prowadzi przez czternastometrowe schody. Ze wszystkich stron obiekt zdobią rzędy korynckich pilastrów oraz złocone płaskorzeźby z motywami roślinnymi. Okna cerkwi są okrągłe lub półokrągłe (na poziomie głównej kopuły). Cerkiewny ikonostas wykonali w latach 1754–1761 Antropow i Wyszniakow, którzy namalowali również ikony zesłania Ducha Świętego, kazania na górze i Ostatniej Wieczerzy, a na ścianach transeptów malowidła Wybór wiary przez księcia Włodzimierza i Nauczanie Scytów przez apostoła Andrzeja.

## W kulturze
Polski poeta romantyczny Seweryn Goszczyński napisał wiersz Cerkiew św. Andrzeja. Utwór został zainspirowany wizytą poety w świątyni w roku 1825. 